# Kocelj
Kocelj (tudi Koceľ, Gozil, Chozil, Chezilo), Moravan, slovanski knez Spodnje Panonije, * 833, † 876.
Kocelj je bil sin in naslednik Pribine, moravskega velikaša, ki ga je leta 833 Mojmir I. Moravski med ustanavljanjem Velikomoravske pregnal iz Nitre, in njegove (verjetno) bavarske žene. Preden je postal knez, je bil (najkasneje 850) frankovski grof. V začetku svoje vladavine je nadaljeval z očetovo politiko sodelovanja s Franki, tako v državnih kot v verskih zadevah jim je bil podrejen. Nadaljeval je s pokristjanjevalno politiko svojega očeta. Adalwin, salzburški nadškof, je zato leta 865 posvetil več novih cerkva v Spodnji Panoniji.
Poleti leta 867 je prvič nudil gostoljubje bratoma, duhovnikoma Cirilu (Konstantinu) in Metodu med njunim potovanjem proti Rimu. Slovanska misijonarja sta tedaj v Kocljevi prestolnici Blatogradu (današnjem Zalavárju) izučila okoli 50 učencev in na vladarja Koclja naredila trajen vtis. Zato je odtlej podpiral in razširjal (starocerkveno) slovansko bogoslužje.
Ko so Velikomoravani leta 869 začeli z uporom proti Frankom, je velikomoravskemu knezu Rastislavu zanj uspelo pridobiti tudi Koclja. Upor je uspel in ustanovljena je bila nova, samostojna slovanska država Spodnja Panonija, katere knez je postal Kocelj. Skupaj z Rastislavom in njegovim nečakom Svetopolkom so se zavzemali, da bi se Metod vrnil v te kraje kot škof. Papež jim je leta 869 ugodil, kasneje pa je na Kocljeve prošnje tudi ponovno ustanovil sirmijsko nadškofijo, katere sedež je bil v Kocljevi državi. Ta je segala na manjši del sedanjega slovenskega ozemlja, predvsem na območju Prekmurja in robu Štajerske, ob Savi pa je bilo območje razpotegnjeno vse do Donave. Škof Metod je uvajal slovansko bogoslužje (prilagojeno tedanji krščanski cerkvi, pred shizmo) in sprva deloval predvsem v Panoniji: Njen upravni okoliš je vključeval Spodnjo Panonijo in Velikomoravsko. To je pomenilo vrh za tedaj ponovno (prvič po napadih Obrov) trdno povezane Južne in delno Zahodne Slovane. Imeli so podporo Bizantincev (zagotavljal jim jo je Metod) in frankovsko koloniziranje območja je bilo začasno zavrto. Najverjetneje v Spodnji Panoniji je nastal prvi slovanski zakonik Zakon sudni ljudem, katerega avtor je domnevno Metod. 
Salzburška nadškofija je tako izgubljala vpliv nad temi ozemlji (državami), kar je njeno vodstvo seveda motilo, prav tako kot frankovske fevdalce, ki so izgubili velik del ozemlja. Okrog leta 870 jim je uspelo odstraniti Rastislava in zapreti Metoda, vendar je nato na Velikomoravskem izbruhnil upor, ki je začasno preprečil napad na Koclja, tedaj nosilca pomembne vloge pri ohranjanju in podpiranju dela Metodovih učencev. Ko so leta 873 na zahtevo papeža Janeza VIII. Franki končno izpustili Metoda, ga je Kocelj kljub njihovim grožnjam ponovno sprejel. Že naslednjega leta so jih uresničili. Zasedli so Spodnjo Panonijo, pregnali Metoda, ki se je zatekel na Velikomoravsko. Leta 873 so po štirih letih odstranili Koclja, kar je pomenilo konec samostojnosti. Po tem dogodku je Kocelj izginil iz zgodovine; znova se je pojavilo njegovo ime ob delno mitskih povezavah južnih Slovanov po letu 1900. Spodnja Panonija je prešla pod oblast kasnejšega vzhodnofrankovskega kralja, koroškega plemiča Arnulfa Koroškega, ki je kasneje postal celo rimski cesar.

Viri:
B. Grafenauer, Kocelj, Enciklopedija Slovenije 5, str. 174.